# Luca Casali da Nicosia
Luca Casali (Nicosia, ... – IX secolo) è stato un abate italiano.

## Agiografia
Verso i dodici anni entrò nel monastero di Santa Maria Latina di Agira, dove prese l'abito monastico e in seguito venne ordinato sacerdote. Fu in seguito eletto abate del monastero e fu indotto dal Papa ad accettare la carica, che egli voleva rifiutare per umiltà. Non si sa con sicurezza di quale ordine monastico abbia fatto parte: qualcuno lo dice benedettino, ma è più probabile che sia stato basiliano.
Fu poi colpito da cecità, continuando tuttavia a svolgere le sue attività. La leggenda agiografica racconta che un giorno, dopo aver fatto visita ai parenti, i monaci gli chiesero di predicare in un luogo deserto, facendogli credere di avere avanti una folla di fedeli; dopo la benedizione, sarebbero state allora le pietre a rispondere con il rituale "amen".
Morto in concetto di santità, fu sepolto nella chiesa di San Filippo, nella stessa urna del santo titolare.

## Culto
Dal Martirologio Romano alla data del 2 marzo: Ad Agíra in Sicilia, San Luca Casale di Nicosía, monaco, pieno di umiltà e virtù.